# Sitatoenga
De sitatoenga of moerasantilope (Tragelaphus spekii syn. T. spekeii) is een Afrikaanse antilopesoort, die is aangepast aan het leven in moerasachtige streken. Dit dier wordt in het Afrikaans en het Duits ook wel waterkoedoe genoemd.

## Kenmerken

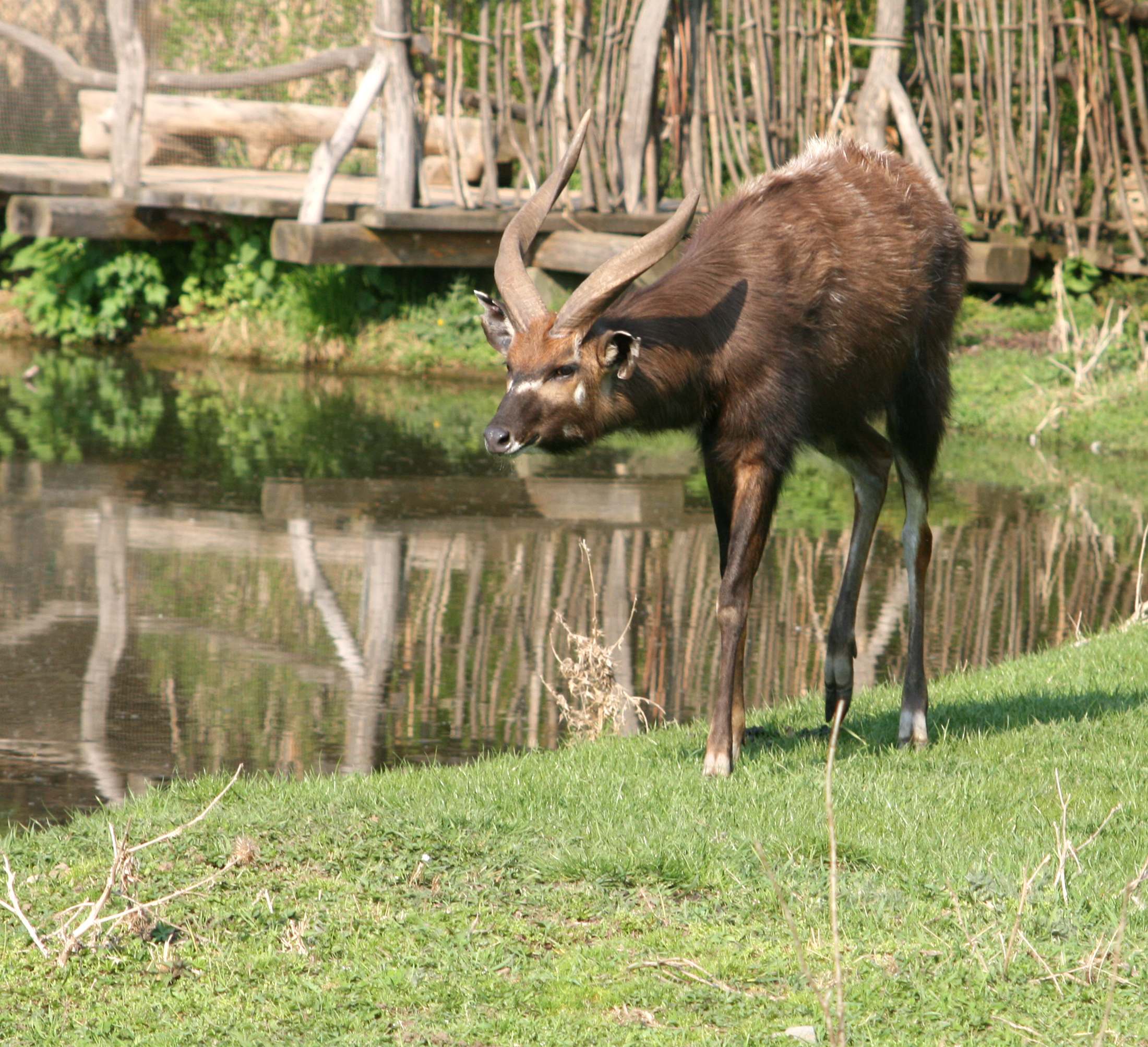
Zoo Prague

De sitatoenga is een middelgrote antilope met lange, ver uit elkaar staande poten. Hij heeft een ruige vacht. De vachtkleur is vaalbruin tot grijzig bruin bij mannetjes en meer roodbruin tot kastanjebruin bij vrouwtjes. Over de rug en de achterzijde lopen bij het mannetje enkele vage witte strepen. Het vrouwtje heeft acht tot tien witte dorsale strepen. Beide geslachten hebben vage vlekken op de flanken, en witte vlekken op de wangen en op de snuit, onder de ogen. Verder zijn er twee witte vlekken voor op de nek, een op de keel en een dichter bij de borst.
De hoeven zijn lang (tot 18 centimeter) en staan schuin. Hierdoor kan hij over modder en drassige grond lopen zonder daarin weg te zakken. Over droge grond loopt hij echter vrij onhandig. Enkel de mannetjes hebben hoorns. Deze hoorns zijn zwaar en kunnen 45 tot 92 centimeter lang worden. Ze zijn licht gedraaid: in elke hoorn zit anderhalve draai.
Mannetjes zijn groter dan vrouwtjes. Mannetjes hebben een kop-romplengte van 150 tot 170 centimeter, een schofthoogte van 85 tot 125 centimeter en een lichaamsgewicht van 80 tot 130 kilogram, vrouwtjes hebben een kop-romplengte van 115 tot 155 centimeter, een schofthoogte van 75 tot 105 centimeter en een lichaamsgewicht van 40 tot 85 kilogram. De staart is 18 tot 30 centimeter lang.

## Verspreiding

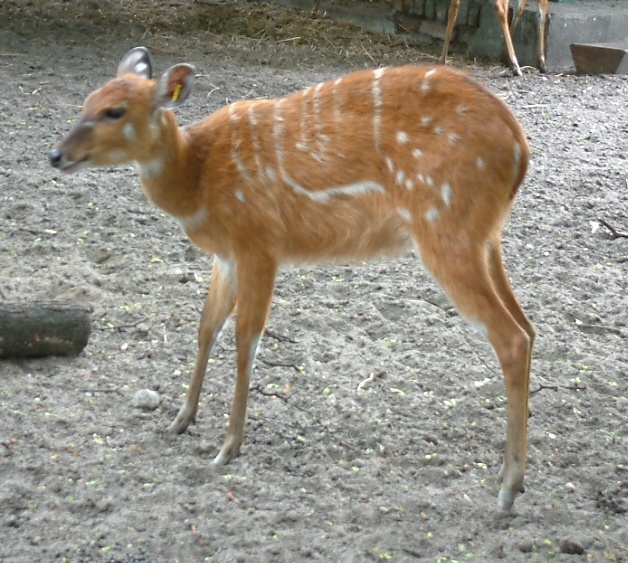
Vrouwtje

De sitatoenga leeft in waterrijke gebieden als moerassen en meeroevers, voornamelijk in gebieden met rietvelden. In de droge tijd zijn ze gebonden aan permanente wateren en moerassen, in de regentijd laat hij zich ook verder zien, waaronder in uiterwaarden. Hij leeft in Centraal-Afrika, voornamelijk in het Kongogebied, maar ook langs de Niger en andere rivieren in West-Afrika, in de Zambezi en het begin van de Nijl.
Een van de gebieden waar de sitatoenga voorkomt is het Odzala National Park, dat gelegen is in het Kongobekken.

## Leefwijze

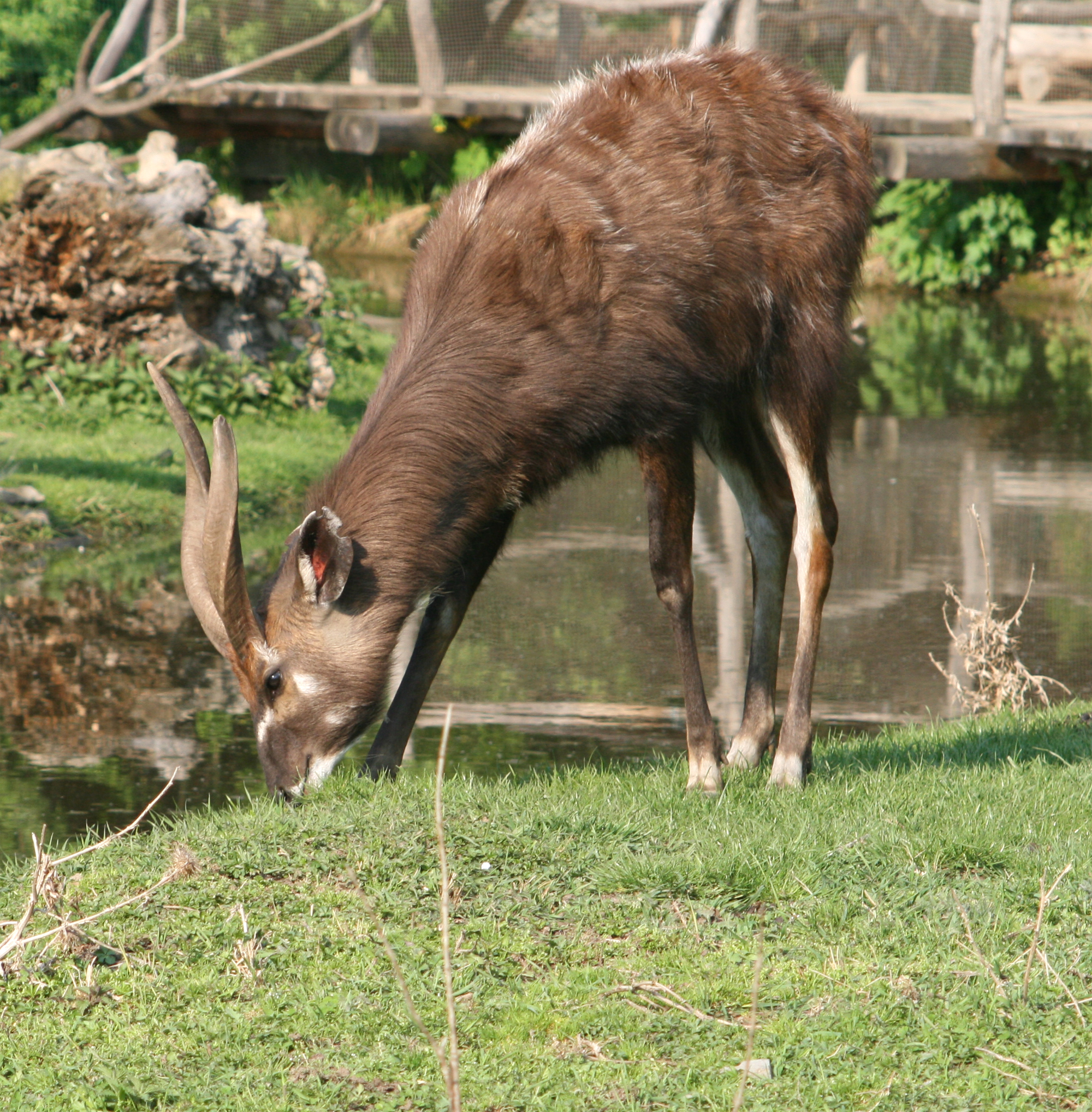
Zoo Prague

De sitatoenga is een schuwe diersoort, die zich meestal tussen de oevervegetatie (riet, papyrus, zegge) verborgen houdt. Binnen de riet- en papyrusvelden loopt een netwerk van paden. Hierin legt een sitatoenga ook een bed aan van platgetrapt riet en andere vegetatie, waar hij op rust. Pas tegen de schemering verlaat hij zijn schuilplaats om zich te voeden op de open graslanden en bosgebieden. Hij zal zich echter zelden ver van schuilplaatsen begeven. Hij eet voornamelijk rond zonsopgang en zonsondergang, maar ook 's nachts. De sitatoenga eet voornamelijk gras, zegge, kruiden en struiken.
Een sitatoenga kan uitstekend zwemmen en besteedt vaak de dag gedeeltelijk onder water, waarbij enkel een gedeelte van de kop boven water blijft. Hij laat zich zeer langzaam en geluidsloos het water inzakken. Bij gevaar verbergt hij zich bijna geheel onder water, met enkel de neusgaten boven het water. Het is over het algemeen een solitaire soort. Sitatoenga's verzamelen zich soms in groepen tijdens het grazen, maar rusten en herkauwen gebeuren alleen. Ze waarschuwen andere sitatoenga's met niesgeluiden.

## Voortplanting
Na een draagtijd van zeven maanden wordt één jong geboren. Jongen worden het gehele jaar door geboren, maar de meeste jongen worden geboren in het droge seizoen. Het jong wordt op een nest in de dichte vegetatie geboren. Het vrouwtje bezoekt het jong met vlugge bezoekjes om het te laten zogen, de rest van de tijd ligt het jong verborgen tussen de vegetatie. De plek waar het jong wordt gezoogd is een andere plaats dan de schuilplaats: het vrouwtje leidt haar jong naar een nieuwe plek om het te laten zogen. Het jong is op jonge leeftijd al vrij onafhankelijk en speels. Na vier jaar is het volgroeid. De sitatoenga wordt tot twintig jaar oud in gevangenschap.

## Bedreiging
De sitatoenga is makkelijk te bejagen, aangezien ze duidelijk herkenbare, vaste paden in de rietvelden gebruiken. Jagers die strikken in zo'n pad plaatsen, hebben een grote kans om een sitatoenga te vangen. Zolang het moerasgebied intact wordt gehouden, schijnt de sitatoenga zich staande te kunnen houden, zelfs als de soort zwaar bejaagd wordt.